# Lyset, der sluktes
Lyset, der sluktes er en amerikansk stumfilm fra 1916 af Edward José.

## Medvirkende
- Robert Edeson som Dick Hedlar
- Jose Collins som Bessie
- Lillian Tucker som Maizie
- Claude Fleming som Torpenhow